# シヴェルシクの戦い
シヴェルシクの戦い（シヴェルシクのたたかい、英: battle of Siversk）は、ウクライナ東部攻勢のドンバスの戦い（2022年ロシアのウクライナ侵攻）において、ドネツィク州バフムート地区シヴェルシクで2022年7月3日から始まった戦闘である。

## 背景

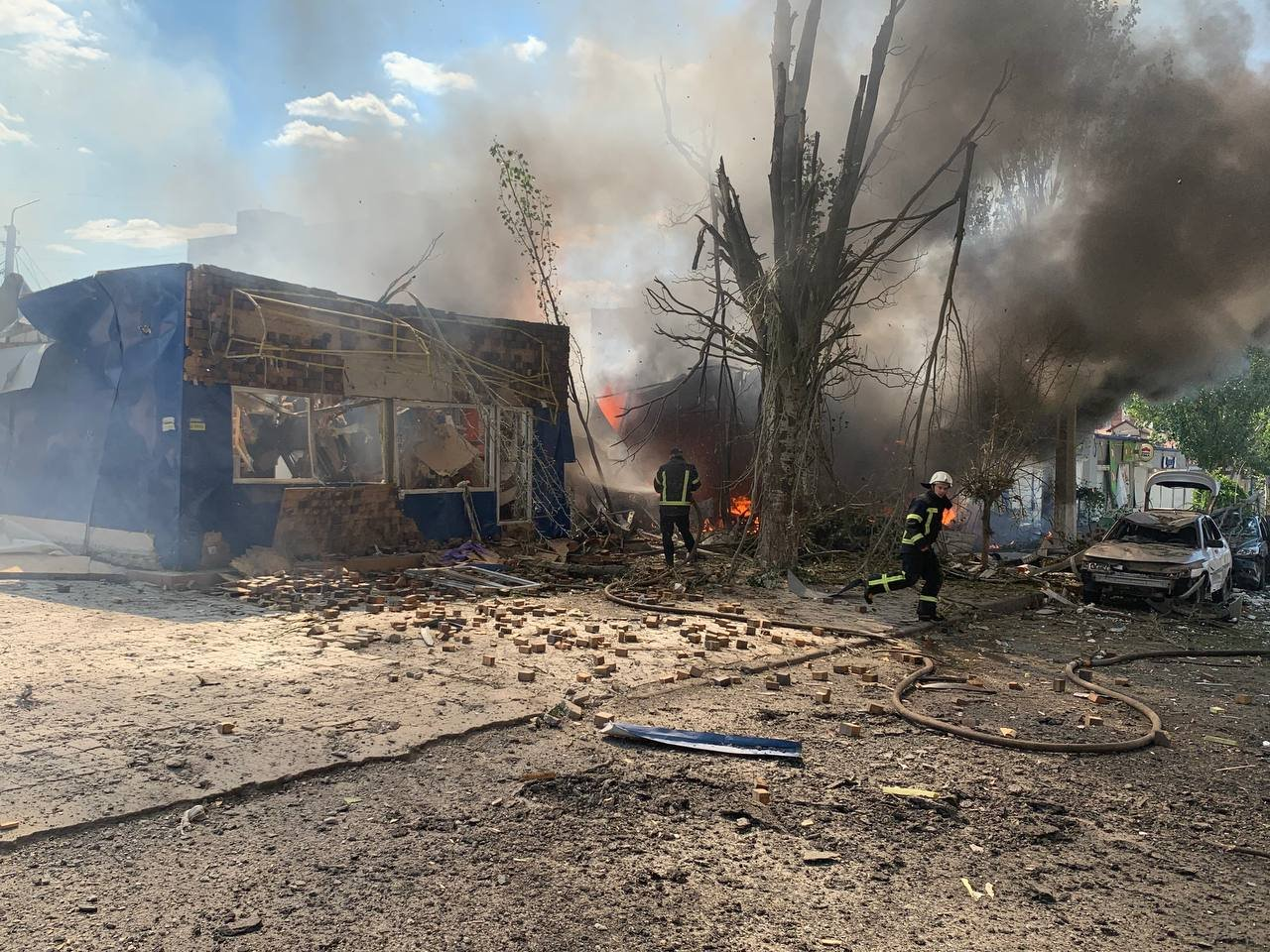
ロシア軍はシヴェルシクへの進軍中にバフムートを攻撃した（2022年7月16日）

6月25日、ロシア軍はルハーンシク州セヴェロドネツィク、シロティネ、ヴォロノヴェ、ボリウスケを占領した。戦前の10%にあたる、市民およそ1万人が市内に残った。ウクライナ国防次官のハンナ・マリャルは、ソーシャルメディアに軍事情報を流して戦闘中の軍事作戦を妨害した市民を非難した。
7月2日、リシチャンシクの戦いがロシアの勝利で終わり、翌日には、LPR軍がルハーンシク州を完全に支配したと宣言した。7月4日、ガーディアンは、ルハーンシク州が陥落した後も、ロシア軍は引き続き隣接するドネツィク州に侵攻しスラヴャンスクとバフムートを攻撃することになるだろうと報じた。翌日、ウクライナ大統領府顧問のオレクシイ・アレストビッチは、リシチャンシクがロシア軍に占領される恐れがあると認めた。ルハーンシク州知事のセルヒイ・ハイダイは、リシチャンシクが理解出来ないほどに残忍な戦術で攻撃され、ロシア軍が、損失の中で頑なに進軍していると発言した。外部のオブザーバーは、ドンバス全域を占領するという、より大きな目標の中で、リシチャンシクの陥落がルハーンシク州全域を占領するというロシア軍の戦略目標が達成されたことを意味すると言及している。その日の遅くに、ウクライナ軍参謀本部がリシチャンシクから軍が撤退したと認めたが、ゼレンスキー大統領は「我々は絶対にリシチャンシクが（ロシアに）占領されたとは言わない。戦闘は郊外で続いている」と発言し、ロシアによる完全支配を否定した。しかし、夜遅く、大統領は、リシチャンシクの陥落を認めた上で、「現代兵器の供給が増えたおかげで」奪還を約束した。

## 戦闘経過
7月3日にルガンスク人民共和国（LNR）の外務省がシヴェルシクを巡る戦いが始まったと発表したが、ウクライナと西側のオブザーバーに否定された。リシチャンシクの戦いの中で、ロシア軍は3方向からシヴェルシク方面に攻勢を仕掛けた。シヴェルシクはドネツィク州の北部でリシチャンシクの西30キロメートルのところにあり、ドネツク人民共和国（DPR）が領有権を主張していた。同日、ロシア軍とLNR軍がビロホリウカを占領し、ルハーンシク州とドネツィク州の境界に突入した。7月4日、ロシア軍がシヴェルシクへの攻勢を続けて、7月6日には、シヴェルシクから15キロメートル圏内にあるスピルネ、ヴェルフニョカミアンスケ、フリホリウカ、ビロホリウカで戦闘が始まった。7月9日、ロシア軍と分離主義勢力がフリホリウカを占領したと発言し、イギリスの国防省が12日に認めた。7月11日、ロシア軍がシヴェルシクから数キロメートルのところまで近づき、7月12日にシヴェルシクの東に攻勢を仕掛けた。ウクライナ軍参謀本部は、ロシア軍がスピルネとイヴァノ＝ダリウカへの攻勢に失敗して深刻な損失を出したと発言した。
ロシアのタス通信は、DPR首長のデニス・プシーリンの発言を裏付ける形で、7月13日にDPRがシヴェルシクを占領したと報じた。分離主義勢力の元司令官イーゴリ・ギルキンは、市内で戦闘は行われず、ウクライナ軍が撤退した後にロシア軍が入っただけであると発言した。LPR内務大臣の補佐官ヴィタリー・キセリョフは、ロシア軍とLPR軍がシヴェルシクを占領したというロシアの従軍記者の主張を裏付けたが、Ukrainian Joint Forces Operationによる映像で確認される限りでは7月14日時点でロシア軍がシヴェルシクを占領してはおらず、ロシア側の主張と矛盾している。ウクライナ軍参謀本部は、7月15日ロシア軍がヴェルフニョカミアンスケを攻撃し空爆したが、ロシア軍の攻撃はウクライナ軍に撃退されたとした上で、さらに、ロシア軍がSpirne占領に失敗したとも発表した。
7月16日、ロシア国防省は、7月4日に始まった作戦の一時停止の中止を発表し、ロシア軍はシヴェルシク方面の攻勢を続けた。ウクライナ軍参謀本部は、ロシア軍がイヴァノ＝ダリウカとフリホリウカで戦術的なポジションを向上させようとして失敗したと発言した。また、ロシア軍はシヴェルシク占領作戦に向けて条件を整えるために、周辺地域のヴェルフニョカミアンスケ、ズワニウカを砲撃した。7月17日、ロシアとウクライナから、イヴァノ＝ダリウカ、ビロホリウカ、ベレストヴェにおける戦闘の様子が報じられた。ロシア軍はシヴェルシク付近で空中偵察を行った。7月18日、分離主義勢力は、シヴェルシクを占領したと発言した。
しかし、7月19日時点においてもシヴェルスクはウクライナ軍の支配下にあり、占領の事実は確認できなかった。
2023年3月1日の時点で、シヴェルシクの付近にロシア軍は接近できておらず、シヴェルスクから約16km東方にあるルハーンシク州ビロホリウカにて防衛戦が行われている。